# Lepidactylus dytiscus
Lepidactylus dytiscus is een vlokreeftensoort uit de familie van de Haustoriidae. De wetenschappelijke naam van de soort werd in 1818 voor het eerst geldig gepubliceerd door Thomas Say.